# 木津川市立木津川台小学校
木津川市立木津川台小学校（きづがわしりつ きづがわだいしょうがっこう）は、京都府木津川市木津川台二丁目にある公立小学校。
2004年の文部科学省「豊かな体験推進事業（地域間交流）」地域間交流推進校となっている。

## 沿革
- 1991年（平成3年）4月1日 - 木津町立木津川台小学校開校。最初の児童数は56名。
- 1992年（平成4年）3月7日 - 前庭時計台設置。
- 1994年（平成6年）2月26日 - 校歌発表会開催。
- 1996年（平成8年）11月1日 - コンピューター22台設置。
- 2000年（平成12年）
  - 4月1日 - 障害児学級設置。
  - 11月8日 - 創立10周年記念式典挙行。
- 2001年（平成13年）3月31日 - 障害児学級廃止。
- 2003年（平成15年）4月1日 - 障害児学級設置。
- 2007年（平成19年）3月12日 - 木津町の合併に伴い木津川市立木津川台小学校へ改称。
- 2008年（平成20年）4月 - 進学先を木津中学校から木津第二中学校へ変更。
- 2010年（平成22年）3月 - 増築校舎完成。
- 2011年（平成23年）4月1日 - PC室リニューアル。
- 2019年  (令和元年)　6月 ‐ 体育館の改修工事が完了。

## 校区
- 木津川台・大字吐師（近鉄京都線以西）

## 周辺の施設
- 京都府道326号けいはんな記念公園木津線
- 木津川市上下水道部庁舎（吐師受水場）[1]
- 木津川市立木津川台保育園
- 相楽地域障害者生活支援センター
- 京都府立南山城支援学校

## 卒業後の進路
- 木津川市立木津第二中学校

## アクセス
- 木津川コミュニティバスきのつバス（木津地域）「木-3」系統・木津川台高の原線で、「木津川台中央公園」バス停か、「木津川台二丁目」バス停下車後、徒歩（バス停からは学校までは近い）。
  - JR関西本線・片町線・奈良線木津駅及び近鉄京都線山田川駅から、上述のきのつバスに乗車し、「木津川台中央公園」バス停か、「木津川台二丁目」バス停下車後、徒歩。

## 校区が隣接している学校
- 木津川市立相楽小学校
- 精華町立山田荘小学校
- 精華町立精華台小学校
- 精華町立川西小学校